# Tuffi ai campionati mondiali di nuoto 2011 - Trampolino 3 metri maschile
La competizione di tuffi dal trampolino 3 metri maschile dei campionati mondiali di nuoto 2011 si è disputata nei giorni 21 e 22 luglio 2011 allo Shanghai Oriental Sports Center di Shanghai. La gara si è svolta in tre fasi: il 21 luglio 2011 si è disputato il turno eliminatorio, la mattina, cui hanno partecipato 52 atleti. I migliori 18 hanno avuto accesso alla semifinale, tenutasi nel pomeriggio dello stesso giorno. I migliori dodici hanno gareggiato per le medaglie nella finale tenutasi il giorno seguente.

## Medaglie
| Posizione | Atleta           | Paese  |
| --------- | ---------------- | ------ |
| Oro       | He Chong         | Cina   |
| Argento   | Ilya Zakharov    | Russia |
| Bronzo    | Evgeny Kuznetsov | Russia |

## Risultati
In verde sono indicate gli atleti ammessi alla finale. In giallo sono indicati gli atleti eliminati nel corso della semifinale.
| Pos. | Atleta                | Nazionalità | Preliminare | Preliminare | Semifinale | Semifinale | Finale | Finale |
| Pos. | Atleta                | Nazionalità | Punti       | Pos.        | Punti      | Pos.       | Punti  | Pos.   |
| ---- | --------------------- | ----------- | ----------- | ----------- | ---------- | ---------- | ------ | ------ |
| 1    | He Chong              | Cina        | 500.40      | 2           | 523.50     | 1          | 554.30 |        |
| 2    | Ilya Zakharov         | Russia      | 485.15      | 3           | 470.50     | 3          | 508.95 |        |
| 3    | Evgeny Kuznetsov      | Russia      | 442.50      | 6           | 447.65     | 7          | 493.55 |        |
| 4    | Qin Kai               | Cina        | 504.75      | 1           | 523.25     | 2          | 481.90 | 4      |
| 5    | Troy Dumais           | Stati Uniti | 434.95      | 9           | 466.80     | 5          | 479.45 | 5      |
| 6    | Yahel Castillo        | Messico     | 455.60      | 4           | 445.15     | 9          | 464.10 | 6      |
| 7    | Matthieu Rosset       | Francia     | 433.00      | 10          | 445.25     | 8          | 455.45 | 7      |
| 8    | Jack Laugher          | Regno Unito | 405.05      | 18          | 436.60     | 11         | 453.50 | 8      |
| 9    | Javier Illana         | Spagna      | 427.95      | 11          | 435.50     | 12         | 429.00 | 9      |
| 10   | Julián Sánchez        | Messico     | 435.25      | 8           | 467.15     | 4          | 408.60 | 10     |
| 11   | Bryan Nickson Lomas   | Malaysia    | 426.75      | 12          | 442.70     | 10         | 404.90 | 11     |
| 12   | Oleksij Pryhorov      | Ucraina     | 408.35      | 17          | 448.25     | 6          | 399.30 | 12     |
| 13   | Shō Sakai             | Giappone    | 438.15      | 7           | 430.85     | 13         |        |        |
| 14   | Ken Terauchi          | Giappone    | 444.75      | 5           | 426.70     | 14         |        |        |
| 15   | Patrick Hausding      | Germania    | 422.30      | 14          | 408.70     | 15         |        |        |
| 16   | Stephan Feck          | Germania    | 419.95      | 15          | 405.90     | 16         |        |        |
| 17   | Dmytro Mezhenskyi     | Ucraina     | 415.90      | 16          | 396.20     | 17         |        |        |
| 18   | Sebastián Villa       | Colombia    | 425.30      | 13          | 375.80     | 18         |        |        |
| 19   | Constantin Blaha      | Austria     | 392.90      | 19          |            |            |        |        |
| 20   | Tommaso Marconi       | Italia      | 391.05      | 20          |            |            |        |        |
| 21   | Alexandros Manos      | Grecia      | 390.75      | 21          |            |            |        |        |
| 22   | Reuben Ross           | Canada      | 388.15      | 22          |            |            |        |        |
| 23   | César Castro          | Brasile     | 388.05      | 23          |            |            |        |        |
| 24   | Eirik Valheim         | Norvegia    | 387.70      | 24          |            |            |        |        |
| 25   | Yeoh Ken Nee          | Malaysia    | 385.80      | 25          |            |            |        |        |
| 26   | Michele Benedetti     | Italia      | 384.60      | 26          |            |            |        |        |
| 27   | Grant Nel             | Australia   | 383.95      | 27          |            |            |        |        |
| 28   | Stefanos Paparounas   | Grecia      | 379.20      | 28          |            |            |        |        |
| 29   | François Imbeau-Dulac | Canada      | 376.40      | 29          |            |            |        |        |
| 30   | Christopher Mears     | Regno Unito | 371.10      | 30          |            |            |        |        |
| 31   | Kristian Ipsen        | Stati Uniti | 370.60      | 31          |            |            |        |        |
| 32   | Jorge Luis Pupo       | Cuba        | 367.10      | 32          |            |            |        |        |
| 33   | Ville Vahtola         | Finlandia   | 364.80      | 33          |            |            |        |        |
| 34   | Espen Valheim         | Norvegia    | 363.05      | 34          |            |            |        |        |
| 35   | Andrzej Rzeszutek     | Polonia     | 359.75      | 35          |            |            |        |        |
| 36   | Chola Chanturia       | Georgia     | 356.45      | 36          |            |            |        |        |
| 37   | Yorick de Bruijn      | Paesi Bassi | 355.25      | 37          |            |            |        |        |
| 38   | Damien Cély           | Francia     | 354.70      | 38          |            |            |        |        |
| 39   | Edickson Contreras    | Venezuela   | 342.10      | 39          |            |            |        |        |
| 40   | Jonathan Joernfalk    | Svezia      | 339.45      | 40          |            |            |        |        |
| 41   | Ramon de Meijer       | Paesi Bassi | 335.55      | 41          |            |            |        |        |
| 42   | Alexander Andresen    | Svezia      | 328.85      | 42          |            |            |        |        |
| 43   | René Hernández        | Cuba        | 327.90      | 43          |            |            |        |        |
| 44   | Shota Korakhashvili   | Georgia     | 313.50      | 44          |            |            |        |        |
| 45   | Diego Carquin         | Cile        | 312.90      | 45          |            |            |        |        |
| 46   | Ignas Barkauskas      | Lituania    | 304.15      | 46          |            |            |        |        |
| 47   | Sergej Baziuk         | Lituania    | 301.20      | 47          |            |            |        |        |
| 48   | Andrea Aloisio        | Svizzera    | 300.10      | 48          |            |            |        |        |
| 49   | Dmitriy Sorokin       | Azerbaigian | 272.10      | 49          |            |            |        |        |
| 50   | Jason Poon            | Hong Kong   | 270.05      | 50          |            |            |        |        |
| 51   | Rashid Al-Harbi       | Kuwait      | 250.35      | 51          |            |            |        |        |
| 52   | Farid Gurbanov        | Azerbaigian | 231.50      | 52          |            |            |        |        |